# Alchemilla grossidens
Alchemilla grossidens är en rosväxtart som beskrevs av Robert Buser. Alchemilla grossidens ingår i släktet daggkåpor, och familjen rosväxter.

## Underarter
Arten delas in i följande underarter:
- A. g. jugensis
- A. g. cuneata
- A. g. latifoliola
- A. g. vegata
- A. g. aprica